# Android XR
Android XR es un sistema operativo de realidad extendida (XR) desarrollado por Google y basado en Android. Fue anunciado en diciembre de 2024 y se lanzará en 2025. El sistema operativo está diseñado para admitir dispositivos XR, incluido el visor Project Moohan de Samsung y un par de gafas inteligentes desarrolladas por Google DeepMind. Android XR está fuertemente integrado con el chatbot impulsado por inteligencia artificial generativa de Google Gemini.
Tras el fracaso comercial anterior de Google con Google Glass, un producto portátil para la cabeza, la empresa adquirió compañías de realidad virtual como Tilt Brush y Owlchemy Labs, e hizo otras incursiones en productos de computación vestible, incluidos los visores de realidad virtual Google Cardboard y Google Daydream, que finalmente fueron descontinuados. En 2021, Google reactivó sus esfuerzos en XR con un proyecto con nombre interno Project Iris, un visor de realidad aumentada impulsado por un nuevo sistema operativo. Sin embargo, Google archivó el proyecto después de que Apple lanzara el visor de realidad virtual Vision Pro en 2024. Un año después, Google anunció Android XR como el sucesor espiritual de Project Iris.

## Historia

### Desarrollo
En enero de 2022, The Verge informó que Google estaba desarrollando un visor de realidad aumentada como parte de un esfuerzo con el nombre interno de Project Iris, bajo la supervisión de Bavor. Esto coincidió con la iniciativa de su rival Apple para desarrollar un visor de realidad mixta (MR). Tras ser superado por Apple, que presentó su visor Vision Pro en junio de 2023, lo cual generó frustración entre empleados, Business Insider reportó que Project Iris había sido cancelado como parte de medidas de recorte de costos a nivel corporativo, que incluyeron despidos masivos y la salida de Bavor.
A principios de 2022, ejecutivos de Google se mostraron preocupados por los informes sobre el progreso de Apple con el Vision Pro, que superaba al suyo. La empresa formó una alianza con Android y el colaborador Samsung para desarrollar el software de un visor MR fabricado por Samsung, con el nombre en clave Project Moohan. Pronto surgieron tensiones entre ambas compañías, ya que Samsung consolidó el control sobre el proyecto para evitar que Google creara un producto competidor. "Moohan" es una referencia a la palabra coreana para infinito. Google también adquirió Raxium, una startup de hardware AR, por aproximadamente mil millones de dólares en marzo de 2022, y completó la adquisición un mes después.
Tras la cancelación de Iris, Google cambió su enfoque del hardware al software, con la esperanza de licenciarlo a fabricantes de Android de terceros. Lucovsky dejó la empresa y Shahram Izadi asumió el liderazgo de la división AR de Google, reportando al vicepresidente sénior Hiroshi Lockheimer. Un nuevo equipo bajo el mando de Izadi comenzó a incorporar el código de Iris en un nuevo proyecto con nombre en clave Betty, destinado a ser parte de una plataforma "Micro XR" para presentar a fabricantes. El equipo anterior de Raxium continuó explorando posibles proyectos de hardware AR bajo la supervisión de Greco, aunque, según informes, estaba "aislado" de los equipos de Moohan y Betty. Un empleado de Google describió la situación como "un extraño lío burocrático".
Mientras tanto, durante la conferencia anual Google I/O en mayo de 2024, Google presentó un par de gafas inteligentes prototipo impulsadas por Project Astra, un "asistente de IA" multimodal desarrollado por Google DeepMind, que utiliza el modelo de lenguaje Gemini Ultra. Estas gafas eran visualmente distintas del prototipo de Project Iris mostrado dos años antes, lo que indicaba que se trataba de proyectos separados. En una rara aparición pública, el cofundador de Google, Sergey Brin, llamó a las gafas "el hardware perfecto" para la inteligencia artificial (IA), reconociendo que Glass se adelantó a su tiempo: "Lamentablemente, nos equivocamos con el momento. Ojalá lo hubiese sincronizado mejor". Tras el evento, Business Insider informó que la plataforma XR de Google se llamaría Android XR, apuntando a un lanzamiento a principios de 2025 y que aprovecharía la tecnología óptica de Raxium.

### Lanzamiento
Google anunció el sistema operativo Android XR el 12 de diciembre de 2024 en la ciudad de Nueva York, con planes para lanzarlo junto con el visor Moohan de Samsung al año siguiente. Considerado como el sucesor de Glass, Cardboard y Daydream, el sistema operativo fue desarrollado en colaboración con Samsung y Qualcomm, y está fuertemente integrado con Gemini, el chatbot de inteligencia artificial generativa de Google. Además de Moohan, Google presentó oficialmente las gafas inteligentes Project Astra, anteriormente demostradas, también impulsadas por Android XR y con un lanzamiento previsto para 2025, aunque sin una fecha concreta. Estas gafas emplean tecnología microLED de Raxium, lo que permite "imágenes brillantes sin usar mucha energía".
Contrastando Android XR con el Vision Pro, Izadi y el jefe de Android, Sameer Samat, enfatizaron la naturaleza de plataforma abierta del enfoque de Google, en contraste con la estrategia de jardín amurallado de Apple. Victoria Song, de The Verge, comparó la experiencia de usar estas gafas con J.A.R.V.I.S., una IA ficticia del Universo cinematográfico de Marvel, y Ryan Christoffel de 9to5Mac y Mark Gurman de Bloomberg News señalaron el parecido visual de Moohan con el Vision Pro. Varios periodistas que asistieron al anuncio reflexionaron sobre la trayectoria de una década de Google, desde Glass hasta el presente.